# Тум'юмучаш
Тум'юмуча́ш (рос. Тумьюмучаш, марій. Тумньымучаш) — село у складі Куженерського району Марій Ел, Росія. Адміністративний центр Тум'юмучаського сільського поселення.

## Населення
Населення — 153 особи (2010; 167 у 2002).
Національний склад (станом на 2002 рік):
- марі — 89 %